# Karl Litzmann
Karl Litzmann (22 de enero de 1850 - 28 de mayo de 1936) fue un general alemán de la I Guerra Mundial y después miembro del Partido Nazi y político de estado.

## I Guerra Mundial
Es conocido por su victoria en la batalla de Łódź (1914); se ganó el sobrenombre de "el León de Brzeziny" ahí. El 29 de noviembre de 1914 recibió la "Pour le Mérite" por valentía en combate y las Hojas de Roble (significando una segunda condecoración) el 18 de agosto de 1915.

## Periodo de entreguerras
Litzmann se hizo miembro del Partido Nazi en 1929 habiendo sido previamente miembro de las SA; fue elegido para el Reichstag en 1932 pero declinó asumir el puesto en base a las responsabilidades en el Parlamento de Prusia, donde era el miembro sénior, también conocido como el Padre de la Cámara o Alterspräsident.

## Legado
Después de la invasión nazi de Polonia en 1939, las ciudades de Łódź y Brzeziny fueron renombradas en honor de Karl Litzmann. El 11 de abril de 1940 Łódź fue oficialmente titulada Litzmannstadt, mientras que Brzeziny se convirtió después en Löwenstadt (ciudad del león). Después de la II Guerra Mundial las ciudades recuperaron su nombre polaco.
Passau nombró una calle en su honor.
Karl Litzmann fue Ciudadano Honorario de Neuruppin. La ciudadanía honoraria fue retirada en 2007.
Fue el padre de Karl-Siegmund Litzmann (1893-1945) quien fue Comisario General de Estonia en el Comisariado  del Reich de Ostland durante la ocupación germánica 1941-1944. También fue el abuelo de Walter Lehweß-Litzmann (1907-1986).